# Saint-Sulpice-le-Verdon
Saint-Sulpice-le-Verdon és un municipi francès situat al departament de Vendée i a la regió de País del Loira. L'any 2007 tenia 753 habitants.

## Demografia

### Població
El 2007 la població de fet de Saint-Sulpice-le-Verdon era de 753 persones. Hi havia 288 famílies de les quals 69 eren unipersonals (30 homes vivint sols i 39 dones vivint soles), 77 parelles sense fills, 125 parelles amb fills i 17 famílies monoparentals amb fills.
La població ha evolucionat segons el següent gràfic:
Habitants censats

### Habitatges
El 2007 hi havia 317 habitatges, 293 eren l'habitatge principal de la família, 11 eren segones residències i 13 estaven desocupats. 313 eren cases i 1 era un apartament. Dels 293 habitatges principals, 234 estaven ocupats pels seus propietaris, 58 estaven llogats i ocupats pels llogaters i 1 estava cedit a títol gratuït; 3 tenien dues cambres, 32 en tenien tres, 69 en tenien quatre i 189 en tenien cinc o més. 258 habitatges disposaven pel capbaix d'una plaça de pàrquing. A 107 habitatges hi havia un automòbil i a 172 n'hi havia dos o més.

### Piràmide de població
La piràmide de població per edats i sexe el 2009 era:
| Homes | Edats   | Dones |
| ----- | ------- | ----- |
| 0     | 95 o +  | 0     |
| 0     | 90 a 94 | 0     |
| 4     | 85 a 89 | 8     |
| 4     | 80 a 84 | 4     |
| 12    | 75 a 79 | 12    |
| 12    | 70 a 74 | 8     |
| 12    | 65 a 69 | 4     |
| 20    | 60 a 64 | 8     |
| 16    | 55 a 59 | 20    |
| 20    | 50 a 54 | 28    |
| 20    | 45 a 49 | 20    |
| 36    | 40 a 44 | 24    |
| 16    | 35 a 39 | 28    |
| 28    | 30 a 34 | 20    |
| 16    | 25 a 29 | 16    |
| 24    | 20 a 24 | 12    |
| 32    | 15 a 19 | 32    |
| 0     | 10 a 14 | 32    |
| 12    | 5 a 9   | 8     |
| 20    | 0 a 4   | 4     |

## Economia
El 2007 la població en edat de treballar era de 511 persones, 409 eren actives i 102 eren inactives. De les 409 persones actives 390 estaven ocupades (216 homes i 174 dones) i 19 estaven aturades (4 homes i 15 dones). De les 102 persones inactives 39 estaven jubilades, 33 estaven estudiant i 30 estaven classificades com a «altres inactius».

### Ingressos
El 2009 a Saint-Sulpice-le-Verdon hi havia 318 unitats fiscals que integraven 840 persones, la mediana anual d'ingressos fiscals per persona era de 18.407 €.

### Activitats econòmiques
Dels 20 establiments que hi havia el 2007, 1 era d'una empresa extractiva, 1 d'una empresa alimentària, 3 d'empreses de construcció, 4 d'empreses de comerç i reparació d'automòbils, 2 d'empreses de transport, 4 d'empreses d'hostatgeria i restauració, 1 d'una empresa financera, 1 d'una empresa de serveis, 1 d'una entitat de l'administració pública i 2 d'empreses classificades com a «altres activitats de serveis».
Dels 9 establiments de servei als particulars que hi havia el 2009, 1 era una oficina bancària, 1 taller de reparació d'automòbils i de material agrícola, 1 autoescola, 1 guixaire pintor, 1 fusteria, 1 perruqueria i 3 restaurants.
L'any 2000 a Saint-Sulpice-le-Verdon hi havia 16 explotacions agrícoles.

## Equipaments sanitaris i escolars
El 2009 hi havia una escola elemental.

## Poblacions més properes
El següent diagrama mostra les poblacions més properes.